# Стиннес, Клэр
Клэр Стиннес (нем. Cläre Stinnes; 26 ноября 1872, Монтевидео — 17 января 1973, Мюльхайм-ан-дер-Рур) — немецкая предпринимательница, жена крупнейшего магната германской индустрии Гуго Стиннеса. После смерти мужа являлась главой семейного бизнеса и управляющим директором Hugo Stinnes GmbH. Впоследствии состояла в руководстве компаний Hugo Stinnes oHG и Hugo Stinnes AG, наследовавших промышленной империи Стиннеса.

## Союз предпринимательских родов
Родилась в уругвайской столице. Отец Клэр — Эдмунд Вагенкнехт — был крупным торговцем. Мать — Клементина Вагенкнехт — приходилась дочерью Герману Генриху фон Эйкену, торговцу и табачному промышленнику, участнику революции 1848 года, вынужденному эмигрировать в Южную Америку.
Семейство фон Эйкен происходило из Мюльхайм-ан-дер-Руре, состояло в давнем знакомстве и деловых связях с семейством Стиннес. Готовился брак Клэр с Генрихом Стиннесом, предполагавший объединение семейных активов. Однако молодые люди не испытывали взаимного влечения. Зато горячая симпатия возникла между Клэр Вагенкнехт и младшим братом Генриха — Гуго Стиннесом. Родители не имели возражений, тем более что женитьба любого из братьев не влияла на экономическую сторону брака.
10 июля 1894 года на острове Нордернай 21-летняя Клэр Вагенкнехт обручилась с 24-летним Гуго Стиннесом. Менее чем через год они сыграли свадьбу в Висбадене. Тридцать лет Клэр была не только женой, но и надёжным сотрудником Гуго, его эффективным деловым партнёром, видной фигурой в промышленной империи Hugo Stinnes GmbH. В браке родились семеро детей: Эдмунд Гуго, Гуго Герман, Клара Элеонора, Отто, Хильда, Эрнст, Эльза.

## Управление распадом
Гуго Стиннес скончался в 1924 году. Семейный бизнес — к тому времени крупнейшую угледобывающую и металлургическую корпорацию — возглавила Клэр Стиннес, занявшая пост управляющего директора Hugo Stinnes GmbH. Положение структуры оказалось крайне сложным из-за прекращения гиперинфляции, за счёт которой Гуго Стиннес обеспечивал оборотные средства. Предъявленные к взысканию долговые обязательства достигали 180 миллионов рейхсмарок — крупная по тем временам сумма. Вдове и сыновьям пришлось приступить к трансформации и реструктурированию унаследованной промышленной империи.
Получение кредита в США было обусловлено учреждением акционерного общества Hugo Stinnes Corporation с американскими совладельцами. К ним отошла большая часть активов. Другая часть предприятий конгломерата — в основном угледобыча и выплавка стали — перешли к Vereinigte Stahlwerke, RWE и Saar und Mosel Bergwerks-Gesellschaft Альберта Фёглера. Клэр Стиннес и сыновья объективно не могли предотвратить распад прежней промышленной империи. Однако они удерживали распад в управляемых формах и сохраняли наследие Гуго Стиннеса в значительно уменьшенных масштабах.
В 1942 году германские активы Hugo Stinnes Corporation были арестованы нацистским государством — за связь с военным противником. В 1952 году американская сторона настояла на окончательном устранении семейства Стиннес из капитала и управления предприятиями компании — за связь с гитлеровским режимом (Гуго Герман Стиннес-младший активно поддерживал НСДАП и являлся одним из «фюреров экономики» рейха).

## Трансформированный бизнес
После 1948 года Клэр Стиннес с сыновьями сохранили лишь небольшую часть прежней собственности в компании Hugo Stinnes oHG. Авторитетный бренд позволил закрепиться на угольном рынке и в сфере судоходства. В дальнейшем Клэр Стиннес уделяла наибольшее внимание оптовой торговле, грузоперевозкам и финансовым операциям.
В начале 1950-х разгорелись деловые конфликты: Клэр Стиннес и Отто Стиннес-младший противостояли Гуго Герману Стиннесу-младшему. Гуго Герман вначале создал собственную структуру, в результате чего под брендом Hugo Stinnes работали конкурирующие компании. К началу 1970-х компании Гуго Германа фактически обанкротилась, сам он отошёл от дел. Семейный бизнес остался за Клэр и Отто.
С конца 1950-х функционировала компания Hugo Stinnes AG, созданная после выкупа банковским консорциумом американских акций. Во вновь созданной компании Hugo Stinnes AG, с 1979 года — Stinnes AG, учитывались интересы семьи Стиннес. С 1965 года компания вошла в бизнес-альянс с VEBA, ныне E.ON, с 2008 года Stinnes AG существует под названием DB Mobility Logistics и уже не связана со Стиннесами.
В 1965 году Отто Стиннес по согласованию с Клэр Стиннес оказал содействие внучатому племяннику Маттиасу Стиннесу в создании нового бизнеса под семейным брендом — компании Hugo Stinnes. Таким образом, уважаемый бренд был сохранён при заметном участии вдовы Гуго Стиннеса.
Клэр Стиннес скончалась в родном городе мужа в возрасте 100 лет.